# 大社 (高雄市路竹區)
大社，是臺灣高雄市路竹區的一個傳統地域名稱，位於該區中部。相較於今日行政區，其範圍大致包括社東里北半葉的西部邊界地帶、社中里、社西里、社南里不含東部南側凸出部分的東北部及西南部凸出三角地區、竹東里東部邊界地帶北側及中間一段、鴨寮里北部中央略偏東凸出部分。
本地區境內主要聚落為大社、圍仔內，設有大社國小。

## 歷史
台灣日治初期，大社地區為一街庄，稱為「大社庄」（舊制街庄），隸屬於維新里。該庄昔日北及東北與一甲庄為鄰，東與下社庄為鄰，南邊為鴨母藔庄，西南邊及西邊為半路竹庄。
1901年（日治明治三十四年）11月11日，全台廢縣廳改設二十廳，該庄隸屬於鳳山廳。1904年（明治三十七年）5月3日，該庄編入「一甲區」，隸屬於鳳山廳。1909年（明治四十二年）10月25日，全台合併二十廳為十二廳，一甲區改隸屬於臺南廳。1920年（大正九年）10月1日，全台地方制度大改正，廢十二廳改設五州二廳，該庄改制為「大社」大字，隸屬於高雄州岡山郡路竹庄（新制街庄）。
戰後路竹庄改制為路竹鄉，隸屬於高雄縣，大字亦改制為村。1950年（民國39年）10月1日，高、屏分治，路竹鄉仍隸屬於高雄縣。2010年（民國99年）12月25日，高雄縣、市合併為直轄高雄市，路竹鄉改制為路竹區，村亦改制為里。

## 聚落
本地區發展較早的聚落為大社、圍仔內，在日治初期的官方地圖上已有記載。

## 交通
台鐵縱貫線是台灣西部南北向鐵路幹線，經過本地區西部邊界地帶，並在南側設有路竹車站。該站屬三等站，停靠部分莒光號、區間快車及全部區間車；由此可前往台鐵沿線各站。
省道台1線又稱「縱貫公路」，是台北至楓港的傳統平面幹道，經過本地區西部邊界外不遠處。由該道路北行可前往湖內區、台南市仁德區、東區/南區、永康區等地，南行可前往岡山區、橋頭區、楠梓區、仁武區西部等地。
區道高7線是營前至岡山的道路，經過本地區大社聚落。
區道高10線是北路竹至下坑的道路，經過本地區北部邊界地帶。
區道高10-1線是一甲至路竹的道路，經過本地區圍仔內聚落東南側及大社聚落西側。
區道高17線是路竹至本洲的道路，其北側端點（起點）位於本地區西南部邊界外緣的區道高18線轉角路口。
區道高18線是烏樹林至路竹的道路，其東側端點（終點）位於本地區西南部邊界地帶的區道高7線路口。

## 學校
- 大社國小

## 公務機關
- 高雄市政府警察局湖內分局一甲派出所（接近本地區與一甲地區邊界）